# Emiri Katō
Emiri Katō (加藤 英美里 Katō Emiri?,  Fussa, Tokio, 26 de noviembre de 1983) es una seiyū y cantante japonesa, afiliada a 81 Produce. Algunos de sus roles más destacados incluyen el de Momoko Akatsutsumi/Hyper Blossom en Powerpuff Girls Z, Kagami Hiiragi en Lucky☆Star, Kyubey en Puella Magi Madoka Magica, Blair en Soul Eater, Kiko Kayanuma en Darker than Black y Mey-Rin en Kuroshitsuji. En la segunda edición de los Seiyū Awards, Katō ganó en la categoría de mejor actriz nueva, mientras que en la sexta edición ganó el premio a la mejor actriz de reparto. También formó parte de un dúo musical junto a Kaori Fukuhara llamado Kato*Fuku. Dicho grupo lanzó tres álbumes desde 2012 a 2015, hasta su separación en 2016.

## Filmografía
Los papeles principales están en negrita.

### Anime
2004
- Kyō Kara Maō! como Doria.

2005
- Eureka Seven como Ageha C.
- Noein - to your other self como High School Girl (ep.22)

2006
- Aria the Natural como Pair Undine B (ep.6); Young lady (ep.8)
- Demashita! Powerpuff Girls Z como Momoko Akatsutsumi; Hyper Blossom.
- Fushigiboshi no Futago Hime Gyu! como Chiffon.
- Pumpkin Scissors como Maid (ep.2)
- Tona-Gura! como Female student (ep.7)
- Winter Garden como Female employee C.
- ×××HOLiC como Announcer (ep.8); Female High School Student 1 (ep.3); Friend B (ep.1,13); Housewife B (Ep.24); Maid (ep.4); Shop assistant (ep.17); Voice of flower (ep.16)

2007
- Candy Boy como Sakuya Kamiyama.
- Darker than black como Kiko Kayanuma.
- Gegege no Kitarō como Yukiko (ep.61)
- Hayate the Combat Butler como Aika Kasumi; Female student (ep.15)
- IDOLM@STER: XENOGLOSSIA como Hotoke.
- Lucky☆Star como Kagami Hiiragi.
- Mushi-Uta como Student (ep.1)
- Shugo Chara! como Friend (ep.4)
- Sumomo mo Momo mo como Koushi Inuzuka (joven).
- Tokyo Majin como Archery Club Member A (Ep.9); Girl (ep.3); Schoolgirl 2 (Ep.7); Yuuko Kugayama

2008
- Akaneiro ni Somaru Saka como Karen Ayanokouji.
- H2O ~Footprints in the Sand~  como Yukiji Yakumo.
- Hatenkō Yugi como Child (ep.10)
- Kamen no Maid Guy como Eiko Izumi.
- Kuroshitsuji como Meirin.
- Noramimi como Mai-chan.
- Shugo Chara!! Doki como Hitomi Ninagawa (ep.55)
- Soul Eater como Blair.
- The Telepathy Girl Ran como Ran Isozaki.

2009
- Darker than Black: Ryūsei no Gemini como Kiko Kayanuma.
- Metal Fight Beyblade como Kenta Yumiya.
- Needless como Disk.
- Bakemonogatari como Hachikuji Mayoi.
- Princess Lover! como Seika Houjouin.
- Sasameki Koto como Kiyori Torioi.
- Slap Up Party -Arad Senki- como Mintai.

2010
- Angel Beats! como Shiori Sekine.
- Baka to Test to Shōkanjū como Hideyoshi Kinoshita; Yūko Kinoshita.
- Kuroshitsuji II como Merin.
- Ōkamikakushi como Isuzu Tsumuhana.
- Seitokai Yakuindomo como Kaede Igarashi.
- Soredemo Machi wa Mawatteiru como Eri Isezaki.
- Star Driver: Kagayaki no Takuto como Ruri Makina.

2011
- Baka to Test to Shōkanjū Ni! como Hideyoshi Kinoshita.
- Ben-To como Ayame Shaga.
- Dragon Crisis! como Saphi.
- Denpa Onna to Seishun Otoko como Ryuuko Mifune.
- Happy Kappy como Kappy.
- Honto ni Atta! Reibai-Sensei como Eri Nitta.
- Puella Magi Madoka Magica como Kyubey.
- Yuru Yuri como Sakurako Ōmuro.

2012
- Medaka Box como Hansode Shiranui.
- Nisemonogatari como Mayoi Hachikuji.
- Sankarea Maid Akino.
- The Ambition of Nobuna Oda como Tsuda, Kiyoshi Shin / Oda Nobukatsu
- Tsuritama como Koko
- YuruYuri como Sakurako Ōmuro

2013
- Boku wa Tomodachi ga Sukunai Next como Kate Takayama
- Log Horizon como Akatsuki
- Monogatari Series Second Season como Mayoi Hachikuji
- Miyakawa-ke no Kūfuku como Kagami Hiiragi
- Senyū como Hime-chan
- Senyū. Dai 2 Ki como Hime-chan
- Pretty Rhythm: Rainbow Live como Naru Ayase
- Tamagotchi! Miracle Friends como Miraitchi

2014
- D-Frag! como Noe Kazama
- Wake Up, Girls! como Mai Kondō
- Hamatora como Hajime
- GO-GO Tamagotchi! Miraitchi
- RE:_Hamatora como Hajime
- Log Horizon como Akatsuki
- Soredemo Sekai wa Utsukushii como Liza

2015
- Overlord como Aura Bella Fiore
- School-Live! como Taromaru
- Owari no Seraph como Yayoi Endo

2016
- Schwarzesmarken como Pham Thi Lan
- Hundred como Chris Steinbert
- Kamiwaza Wanda como Terara
- Active Raid como Yuria
- Kaiju Girls como Zetton

2017
- Kobayashi-san Chi no Maid Dragon como Riko Saikawa.
- Kyōkai no Rinne 3 como Kuroboshi III.
- Owarimonogatari como Hachikuji Mayoi.
- Magical Girl Saeko Como Antonella Israeli

2018
- BanG Dream! como Himari Uehara.

2019
- Isekai Quartet como Aura Bella Fiore

2020
- Magia Record como Kyubey, Kyubey Pequeño y Uwasa-San

2021
- Magia Record Season 2 como Kyubey Pequeño y Uwasa-San

### OVA
- Akane-Iro ni Somaru Saka como Karen Ayanokouji.
- Baka to Test to Shōkanjū Matsuri! como Hideyoshi Kinoshita; Yūko Kinoshita.
- Coluboccoro como Suzu y Coluboccoro.
- Hime Gal Paradise como Jewelry.
- Lucky☆Star como Kagami Hiiragi.
- Mnemosyne - Mnemosyne no Musume-tachi como Teruki Maeno (ep.3)

### ONA
- Koyomimonogatari como Mayoi Hachikuji.

- Magical Girl Saeko como Antonella Israeli

### Videojuegos
- 11eyes CrossOver como Mio Kouno.
- Akaneiro ni Somarusaka Parallel como Karen Ayanokouji.
- Granado Espada como Soso.
- Lucky ☆ Star: Ryōō Gakuen Ōtōsai como Kagami Hiiragi.
- Luminous Arc 2 Will como Arty.
- Arc Rise Fantasia como Adele.
- Overwatch como Tracer.
- Bang Dream como Uehara Himari.
- Girls Frontline como ST AR 15.
- League Of Legends como Yuumi (En japonés).
- Elsword como Laby.
- Magia Record como Kyubey, Pequeño Kyubey, Mayoi Hachikuji (Crossover) & Uwasa-San.
- Blue Archive como Kaede Isami[5]

### Doblaje al japonés
- My Little Pony: Friendship is Magic como Fluttershy

## Música
- Interpretó el tercer ending de Koyomimonogatari Kaerimichi (帰り道).[6] Este tema también el segundo opening del anime Bakemonogatari.[7]
- Cantó happy bite, opening de los episodios 7 y 10 de la serie Monogatari Series Second Season.[8]
- Interpretó Terminal terminal, primer opening de Owarimonogatari 2º season.[9]